# Natalja Něgodová
Natalja Igorjevna Něgodová (Ната́лья И́горевна Него́да, * 12. listopadu 1963 Moskva) je ruská herečka a modelka. Vystudovala hereckou školu Moskevského uměleckého akademického divadla, v roce 1986 dostala angažmá v Centrálním dětském divadle. V roce 1987 natočila svůj první film Zítra byla válka, o rok později ztvárnila titulní roli ve filmu Malá Věra, který vzbudil světový ohlas kritikou sovětského způsobu života i otevřenými sexuálními scénami. V roce 1989 získala cenu Nika za nejlepší ženský herecký výkon, stala se také první sovětskou občankou, která pózovala pro časopis Playboy.
Počátkem devadeátých let se odstěhovala do USA, kde hrála mj. ve filmu Soudruzi v akci a v seriálu Zákon a pořádek. Od roku 2007 žije opět v Moskvě. Za hlavní roli ve filmu Buben, baraban převzala v roce 2009 cenu Bílý slon udělovanou Sdružením ruských filmových kritiků. Angažuje se také ve společenských otázkách, podepsala petici za propuštění členek skupiny Pussy Riot.